# Sasa rubrovaginata
Sasa rubrovaginata là một loài thực vật có hoa trong họ Hòa thảo. Loài này được C.H.Hu miêu tả khoa học đầu tiên năm 1985.